# Košťál
Košťál är ett berg i Tjeckien.   Det ligger i regionen Ústí nad Labem, i den nordvästra delen av landet, 50 km nordväst om huvudstaden Prag. Toppen på Košťál är 481 meter över havet, eller 56 meter över den omgivande terrängen. Bredden vid basen är 0,22 km.
Terrängen runt Košťál är kuperad åt nordväst, men åt sydost är den platt.Runt Košťál är det ganska tätbefolkat, med 56 invånare per kvadratkilometer. Närmaste större samhälle är Ústí nad Labem, 19,2 km norr om Košťál. Trakten runt Košťál består till största delen av jordbruksmark.